# John Ruiz
John “The Quiet Man" Ruiz (nacido el 4 de enero de 1972 en Methuen, Massachusetts) es un boxeador puertorriqueño-estadounidense que llegó a ser campeón del mundo de los pesos pesados por la Asociación Mundial de Boxeo en dos ocasiones, desde 2001 hasta el año 2003 y desde 2004 hasta 2005, cuando fue vencido por Nikolái Valúev.

## Biografía
Comenzó su carrera profesional el 20 de agosto de 1992 ante Kevin Parker al que ganó por decisión dividida en cuatro asaltos. Acumuló una racha de catorce victorias consecutivas antes de ser derrotado por Sergei Kobozev por decisión en diez asaltos. En los siguientes doce asaltos consiguió ganar a todos sus rivales excepto a Danell Nicholson ante quien perdió por decisión. Entonces el 15 de marzo de 1996 se enfrentó a David Tua ante el que sufrió su peor derrota, en el primer asalto por nocaut. Después de esa derrota volvió a ganar once combates consecutivos y conquistó el título de la NABF y de la NABA. Después obtuvo una oportunidad por el título de la Asociación Mundial de Boxeo que estaba vacante, ante Evander Holyfield pero perdió en doce asaltos por decisión. En la revancha se hizo con el título y lo defendió en dos ocasiones antes de perderlo ante Roy Jones, Jr. por decisión pero este renunció a él por lo que Ruiz lo consiguió otra vez en un combate ante Hasim Rahman. Defendió el título en tres ocasiones más pero volvió a caer, en esta ocasión ante el ruso, Nikolay Valuev. En el siguiente combate volvió a perder por decisión ante Ruslan Chagaev. Después gana los combates ante Otis Tisdale y ante Jameel McCline. El 30 de agosto de 2008 vuelve a perder ante Nikolay Valuev, y el 7 de noviembre de 2009 vence a Adnan Serin en Núremberg.
El 3 de abril de 2010 se enfrenta a David Haye como aspirante al título de la Asociación Mundial de Boxeo, perdiendo el combate tras retirarse en el noveno asalto.

## Récord profesional
| 44 Ganadas (30 KOs), 9 Derrotas |            |                    |      |               |            |                                                                  | |
| Res.                            | Récord     | Oponente           | Tipo | Rd., Tiempo   | Datos      | Localidad                                                        | Notas |
| Derrota                         | 44–9–1 (1) | David Haye         | TKO  | 9 (12), 2:01  | 2010-03-04 | MEN Arena, Mánchester, Inglaterra                                | Por el título WBA del peso pesado |
| Victoria                        | 44–8–1 (1) | Adnan Serin        | TKO  | 7 (10)        | 2009-11-07 | Nuremberg Arena, Núremberg, Alemania                             | |
| Derrota                         | 43–8–1 (1) | Nikolai Valuev     | UD   | 12            | 2008-08-30 | Max-Schmeling-Halle, Berlín, Alemania                            | Por el vacante título WBA del peso pesado |
| Victoria                        | 43–7–1 (1) | Jameel McCline     | UD   | 12            | 2008-03-08 | Plaza de Toros, Cancún, México                                   | |
| Victoria                        | 42–7–1 (1) | Otis Tisdale       | TKO  | 2 (10), 0:45  | 2007-10-13 | Sears Centre Arena, Hoffman Estates, Illinois, U.S.              | |
| Derrota                         | 41–7–1 (1) | Ruslan Chagaev     | SD   | 12            | 2006-11-18 | Burg-Wächter Castello, Düsseldorf, Alemania                      | |
| Derrota                         | 41–6–1 (1) | Nikolai Valuev     | MD   | 12            | 2005-12-17 | Max-Schmeling-Halle, Berlín, Alemania                            | Pierde el título WBA del peso pesado |
| NC                              | 41–5–1 (1) | James Toney        | UD   | 12            | 2005-04-30 | Madison Square Garden, Ciudad de Nueva York, Nueva York, EE. UU. | Retiene el título WBA del peso pesado; Por el título IBA del peso pesado; Originalmente decisión unánime para Toney, cambiado a NC después de fallar una prueba de drogas |
| Victoria                        | 41–5–1     | Andrew Golota      | UD   | 12            | 2004-11-13 | Madison Square Garden, Ciudad de Nueva York, Nueva York, EE. UU. | Retiene el título WBA del peso pesado |
| Victoria                        | 40–5–1     | Fres Oquendo       | TKO  | 11 (12), 2:33 | 2004-04-17 | Madison Square Garden, Ciudad de Nueva York, Nueva York, EE. UU. | Retiene el título WBA del peso pesado |
| Victoria                        | 39–5–1     | Hasim Rahman       | UD   | 12            | 2003-12-13 | Boardwalk Hall, Atlantic City, Nueva Jersey, EE. UU.             | Gana el título de la WBA interino del peso pesado |
| Derrota                         | 38–5–1     | Roy Jones Jr.      | UD   | 12            | 2003-03-01 | Thomas & Mack Center Paradise, Nevada, EE. UU.                   | Pierde el título mundial de la WBA del peso pesado |
| Victoria                        | 38–4–1     | Kirk Johnson       | DQ   | 10 (12), 2:17 | 2002-07-27 | Mandalay Bay Events Center, Paradise, Nevada, EE. UU.            | Retiene el título mundial de la WBA del peso pesado; Johnson fue descalificado por repetidos golpes bajos                                                                 |
| Empate                          | 37–4–1     | Evander Holyfield  | SD   | 12            | 2001-12-15 | Foxwoods Resort Casino, Ledyard, Connecticut, EE. UU.            | Retiene el título mundial de la WBA del peso pesado |
| Victoria                        | 37–4       | Evander Holyfield  | UD   | 12            | 2001-03-03 | Mandalay Bay Events Center, Paradise, Nevada, EE. UU.            | Gana el título mundial de la WBA del peso pesado |
| Derrota                         | 36–4       | Evander Holyfield  | UD   | 12            | 2000-08-12 | Paris Las Vegas, Paradise, Nevada, EE. UU.                       | Por el vacante título mundial de la WBA del peso pesado |
| Victoria                        | 36–3       | Thomas Williams    | TKO  | 2 (12), 0:50  | 1999-12-11 | Grand Casino, Tunica, Misisipi, EE. UU.                          | Retiene el título NABA del peso pesado |
| Victoria                        | 35–3       | Fernely Feliz      | TKO  | 7 (12), 3:00  | 1999-06-12 | Aleppo Shrine Auditorium, Wilmington, Massachusetts, EE. UU.     | Gana el vacante título WBA–NABA del peso pesado |
| Victoria                        | 34–3       | Mario Cawley       | TKO  | 4 (12), 1:09  | 1999-03-13 | Madison Square Garden, Ciudad de Nueva York, Nueva York, EE. UU. | Retiene el título WBA–NABA del peso pesado |
| Victoria                        | 33–3       | Jerry Ballard      | TKO  | 4 (12), 2:17  | 1998-09-19 | Georgia Dome, Atlanta, Georgia, EE. UU.                          | Retiene el título de la NABF del peso pesado; Gana el vacante título WBA–NABA del peso pesado                                                                             |
| Victoria                        | 32–3       | Tony Tucker        | TKO  | 11 (12), 0:58 | 1998-01-31 | Ice Palace, Tampa, Florida, EE. UU.                              | Retiene el título de la NABF del peso pesado |
| Victoria                        | 31–3       | Ray Anis           | TKO  | 1 (12), 0:22  | 1997-06-17 | Casino Magic, Bay St. Louis, Misisipi, EE. UU.                   | Retiene el título de la NABF del peso pesado |
| Victoria                        | 30–3       | Jimmy Thunder      | SD   | 12            | 1997-01-14 | Hale Arena, Kansas City, Misuri, EE. UU.                         | Gana el vacante título de la NABF del peso pesado |
| Victoria                        | 29–3       | Yuriy Yelistratov  | TKO  | 3             | 1996-11-26 | York Hall, Londres, Inglaterra                                   | |
| Victoria                        | 28–3       | Nathaniel Fitch    | TKO  | 3 (6)         | 1996-10-25 | The Roxy, Boston, Massachusetts, EE. UU.                         | |
| Victoria                        | 27–3       | Greg Pickrom       | TKO  | 1 (10)        | 1996-07-18 | The Roxy, Boston, Massachusetts, EE. UU.                         | |
| Victoria                        | 26–3       | Doug Davis         | TKO  | 6 (10)        | 1996-06-06 | The Roxy, Boston, Massachusetts, EE. UU.                         | |
| Derrota                         | 25–3       | David Tua          | KO   | 1 (12), 0:19  | 1996-03-15 | Convention Hall, Atlantic City, Nueva Jersey, EE. UU.            | Pierde el título WBC International del peso pesado |
| Victoria                        | 25–2       | Steve Pannell      | TKO  | 4 (10), 1:28  | 1995-10-07 | Convention Hall, Atlantic City, Nueva Jersey, EE. UU.            | |
| Victoria                        | 24–2       | Willie Jackson     | KO   | 1 (10)        | 1995-08-24 | Somerville, Massachusetts, EE. UU.                               | |
| Victoria                        | 23–2       | Derrick Roddy      | KO   | 2 (12), 2:56  | 1995-06-16 | Elephant and Castle Shopping Centre, Londres, Inglaterra         | Gana el vacante título WBC International del peso pesado |
| Victoria                        | 22–2       | Michael Murray     | TKO  | 4 (10)        | 1995-05-17 | Ipswich, Inglaterra                                              | |
| Victoria                        | 21–2       | Jack Basting       | TKO  | 1 (8)         | 1995-03-30 | York Hall, Londres, Inglaterra                                   | |
| Victoria                        | 20–2       | Boris Powell       | UD   | 10            | 1995-02-04 | Silver Nugget, North Las Vegas, Nevada, EE. UU.                  | |
| Victoria                        | 19–2       | Rick Sullivan      | KO   | 2             | 1994-10-01 | The Roxy, Boston, Massachusetts, EE. UU.                         | |
| Derrota                         | 18–2       | Danell Nicholson   | SD   | 12            | 1994-08-04 | Foxwoods Resort Casino, Ledyard, Connecticut, EE. UU.            | Por el título vacante de la IBO |
| Victoria                        | 18–1       | Muhammad Askai     | TKO  | 2             | 1994-06-25 | Revere, Massachusetts, EE. UU.                                   | |
| Victoria                        | 17–1       | Julius Francis     | KO   | 4 (8), 2:38   | 1994-05-25 | Colston Hall, Bristol, Inglaterra                                | |
| Victoria                        | 16–1       | Carl Williams      | PTS  | 6             | 1993-11-27 | Masonic Auditorium, Cleveland, Ohio, EE. UU.                     | |
| Victoria                        | 15–1       | Cordwell Hylton    | PTS  | 6             | 1993-11-03 | Whitchurch Leisure Centre, Bristol, Inglaterra                   | |
| Derrota                         | 14–1       | Sergei Kobozev     | SD   | 10            | 1993-08-12 | Casino Magic, Bay St. Louis, Misisipi, EE. UU.                   | |
| Victoria                        | 14–0       | Exum Speight       | UD   | 8             | 1993-06-25 | Athletic Club, Chelsea, Massachusetts, EE. UU.                   | |
| Victoria                        | 13–0       | George Chambers    | KO   | 1             | 1993-04-30 | Chelsea, Massachusetts EE. UU.                                   | |
| Victoria                        | 12–0       | Mark Sonnier       | TKO  | 1             | 1993-04-16 | Cyclorama Building, Boston, Massachusetts, EE. UU.               | |
| Victoria                        | 11–0       | Juan Quintana      | PTS  | 6             | 1993-04-03 | Somerville, Massachusetts, EE. UU.                               | |
| Victoria                        | 10–0       | Lorenzo Poole      | KO   | 1             | 1993-03-20 | Revere, Massachusetts, EE. UU.                                   | |
| Victoria                        | 9–0        | Derrick Jones      | TKO  | 1             | 1993-03-05 | Boston, Massachusetts, EE. UU.                                   | |
| Victoria                        | 8–0        | Phil Prince        | KO   | 1             | 1993-02-20 | Boston, Massachusetts, EE. UU.                                   | |
| Victoria                        | 7–0        | Miguel Rosa        | TKO  | 2             | 1993-01-30 | Commonwealth Armory, Boston, Massachusetts, EE. UU.              | |
| Victoria                        | 6–0        | John Basil Jackson | PTS  | 6             | 1993-01-16 | Belmont, New Hampshire, EE. UU.                                  | |
| Victoria                        | 5–0        | Jesus Rohena       | TKO  | 1, 1:46       | 1992-12-10 | Teachers Union Hall, Boston, Massachusetts, EE. UU.              | |
| Victoria                        | 4–0        | John Basil Jackson | PTS  | 6             | 1992-11-13 | Revere, Massachussets, EE. UU.                                   | |
| Victoria                        | 3–0        | Barry Kirton       | TKO  | 2             | 1992-11-03 | Foxwoods Resort Casino, Ledyard Connecticut, EE. UU.             | |
| Victoria                        | 2–0        | Mike Vasser        | KO   | 1             | 1992-09-12 | Wonderland Greyhound Park, Revere, Massachussets, EE. UU.        | |
| Victoria                        | 1–0        | Kevin Parker       | UD   | 4             | 1992-08-20 | Etess Arena, Atlantic City, Nueva Jersey, EE. UU.                | Debut profesional. |